# Maggie Civantos
Maggie Civantos, née le 28 décembre 1984 à Malaga, est une actrice espagnole.

## Biographie
Maggie Civantos est née à Malaga. Elle se fait connaitre à la télévision en enchainant les rôles secondaires dans les séries Toledo, L'Espionne de Tanger (El tiempo entre costuras) ou Hospital central.  
Elle obtient un premier rôle titre en 2014 dans la série Bienvenidos al Lolita (es) annulée faute d'audience.
Finalement, en 2015, elle bluffe les critiques en jouant Macarena dans Vis a vis rebaptisée Derrière les barreaux par la chaine Téva. Produite par Globomedia, Vis a vis est une fiction sur l’univers carcéral. L’histoire est celle d’une jeune femme qui se retrouve en prison après avoir dérobé pour son amant plus d’un million d’euros.
Maggie Civantos l’interprète avec talent, ce qui lui vaut d’être applaudie par les critiques. Ainsi, la profession lui remet le Premios XXIV Unión de Actores 2016 de la meilleure actrice. De plus, elle obtient aussi le Premios Madrid Imagen (MIM Series) 2015 et le Premios Ondas 2015. Vis a vis est la série qui l’installe comme une actrice bankable. Maggie s’est énormément impliqué dans son personnage.  
Par la suite, elle intègre la distribution de Las chicas del cable (Les Demoiselles du téléphone), première série espagnole produite par Netflix.

## Filmographie
- 2004 : Kinoglaz (court métrage)
- 2004 : El que espera (court métrage) : Eli
- 2005 : Sobreexpuestos (court métrage)
- 2007 : L.A: Los Ángeles (court métrage)
- 2008 : Prime Time
- 2008 : Eva y kolegas (série télévisée) : Marta (12 épisodes)
- 2009 : La Mari 2 (série télévisée) : Estrella (2 épisodes)
- 2009 : Yo soy Bea (série télévisée) (2 épisodes)
- 2009 : CineMálaga 2009 (téléfilm) : Rose
- 2009 : Placer (court métrage) : Leo
- 2009 : Escenas de matrimonio (série télévisée) : Alba Boguñá (3 épisodes)
- 2009-2011 : Hospital Central (série télévisée) : Candela Hernández (9 épisodes)
- 2011 : Amanecidos
- 2012 : Hidrolisis (court métrage) : Sandra
- 2012 : Toledo (série télévisée) (5 épisodes)
- 2012-2013 : Arrayán (série télévisée) : Angélica (12 épisodes)
- 2013 : Temporal : Rosario
- 2013 : The Time in Between (série télévisée) : Marita
- 2013 : Rem (court métrage) : Gem
- 2014 : Bienvenidos al Lolita (série télévisée) : Fanny 8 (épisodes)
- 2014 : 321 días en Michigan : Lola
- 2014 : Cobayas: Human Test (court métrage) : Helena
- 2014 : Crustaceans
- 2014 : Ciega a citas (série télévisée) : Sonia (6 épisodes)
- 2014 : Rubita (court métrage) : Norma
- 2016 : Las rubias (court métrage) : Marta
- 2016 : Temporada baja (série télévisée)
- 2017 : Downunder (court métrage)
- 2017 : Indetectables (série télévisée) : Lina
- 2017 - 2019 : Les Demoiselles du téléphone (série télévisée) : Ángeles Vidal (25 épisodes)
- 2015-2018 : Derrière les barreaux (Vis a vis) (série télévisée) : Macarena Ferreiro (26 épisodes)
- 2018 : Alan (court métrage) : Helen
- 2018 : Escombros : Miranda
- 2018 : Sol a cántaros
- 2018 : La chica de los cigarrillos (court métrage) : Eva
- 2018 : Alegría, tristeza, miedo, rabia : Sandra
- 2019 : Malaka (série télévisée) : Blanca Gámez (8 épisodes)